# Баша Олена Петрівна
Олена Петрівна Баша (нар. 15 липня 1959, Львів, УРСР) — українська акторка, педагог, народна артистка України (2020). Лауреат премії імені Бориса Романицького.

## Життєпис
Ще в дитинстві відвідувала акторські аматорські гуртки — театр ляльок «Світлячок» при Палаці культури будівельників та театральну студію «Ровесник» при Палаці піонерів, де педагогами були з.д.м. В. Шулаков та В. Луганська.
У 1976–1980 рр. навчалася у Київському державному інституті театрального мистецтва ім. І. К. Карпенка-Карого на акторський факультет, до майстерні професора, заслуженого діяча мистецтв України Леоніда Артемовича Олійника.
Однією з дипломних робіт актриси була роль Сегільдії Марківни у виставі «Сильне почуття» за Ільфом і Петровим, з якою студенти їздили на обмінні гастролі у Театральний інститут у Тбілісі (Грузія). У 1980 році Олену Башу запросив тогочасний директор львівського театру юного глядача ім. М. Горького — Віктор Заярний.
Починаючи з приходу актриси до театру, вона щороку була задіяна у прем'єрних постановках, виконуючи провідні ролі. Мала нагоду працювати із такими режисерами, як Марк Нестантінер, Ада Куниця, Ярослав Федоришин, Мирон Лукавецький, Олексій Кравчук та ін.
Однією з перших яскравих ролей була роль Настусі у постановці «Отчий світильник» за романом Романа Федоріва (реж. М. Нестантінер). За цю постановку трупа здобула Гран-прі на театральному конкурсі у м. Сумах та отримала нагоду поїхати на Всесоюзний фестиваль найкращих вистав у Тбілісі як представники від України. У 1983 році за роль Настусі Олена Баша отримала нагороду «За найкращу жіночу роль» сезону.
Робота із Мироном Лукавецьким, який був головним режисером Першого українського театру для дітей та юнацтва протягом 1987–2005 рр., подарувала актрисі близько 16 різнопланових та чи не найкращих ролей, серед яких: Уля у «Мині Мазайлі» М. Куліша, Мері у мюзиклі «Том Сойєр» за М. Твеном, Беатріса «З коханням не жартують» П. Кальдерона, Білосніжка «Білосніжка і 7 гномів» М. Марусалова, Принцеса у «Тіні» Є. Шварца, Снігова Королева в однойменній казці Г.-Х. Андерсена, Стеха у «Назарі Стодолі» Т. Шевченка тощо.

## Ролі у театрі
| Роль                 | Назва вистави                        | Автор                              | Рік  | Режисер          |
| -------------------- | ------------------------------------ | ---------------------------------- | ---- | ---------------- |
| Настя, Галя          | За двома зайцями                     | М. Старицький                      | 1980 | А. Куниця        |
| Оленка               | Оленчине щастя                       |                                    | 1982 | О. Кужельний     |
| Настуся              | Отчий світильник                     | Р. Федорів                         | 1983 | М. Нестантінер   |
| Ольга                | Балада про веселих жайворонків       | Т. Ян                              | 1984 | А. Куниця        |
| Ганя                 | Таємниця високого замку              | З. Каменькович                     | 1985 | М. Нестантінер   |
| Маша                 | Королівський особняк                 | Я. Верещак                         | 1985 | М. Нестантінер   |
| Ольга Миколаївна     | Розмови в учительській               | Р. Кац                             | 1986 | М. Лукавецький   |
| Галя                 | Останній журавель                    | О. Дударєв                         | 1987 | М. Лукавецький   |
| Юля Мальцева         | Жорстокість                          | П. Нілін, В. Молько                | 1987 | Л. Тітов         |
| Лідія Іванівна       | Веселка зимою                        | М. Рощін                           | 1987 | А. Куниця        |
| Сироїжка             | Жила була Сироїжка                   | В. Зимін                           | 1988 | А. Мельничук     |
| Мерседес             | Граф Монте Крісто                    | О. Дюма                            | 1988 | М. Лукавецький   |
| Віка                 | А завтра була війна                  | Б. Васільєв                        | 1988 | Я. Федоришин     |
| Мама                 | Тарас, І золотої, і дорогої          | Б. Стельмах                        | 1989 | С. Проскурня     |
| Віка, Аза            | Школа 89                             | Чхаїдзе                            | 1989 | Я. Федоришин     |
| Уля                  | Мина Мазайло                         | М. Куліш                           | 1989 | М. Лукавецький   |
| Мері                 | Том Сойєр                            | М. Твен                            | 1990 | М. Лукавецький   |
| Беатріса             | З коханням не жартують               | П. Кальдерон                       | 1991 | М. Лукавецький   |
| масовка              | Купальські бувалиці                  | Б. Жолдак за Васильченком          | 1993 | Р. Валько        |
| масовка              | Козак-мамай та скіфська баба         | Б. Жолдак                          | 1993 | Крітенко-Гайовий |
| Білосніжка           | Білосніжка і семеро гномів           | М. Марусалов                       | 1993 | М. Лукавецький   |
| Троянда              | Маленький принц                      | А. Екзюпері                        | 1993 | А. Бабенко       |
| Мама                 | Зоряний хлопчик                      | О. Уайльд                          | 1994 | Я. Геляс         |
| Принцеса Будур       | Аладін                               | В. Гравцов, М. Абрамов             | 1995 | М. Лукавецький   |
| Принцеса             | Принцеса і свинопас                  | П. Ензікат                         | 1995 | Л. Вєніна        |
| королева Рокіріна    | Незвичайні пригоди в країні ігор     | за К. Гоцці та С. Міхалковим       | 1996 | О. Сторожук      |
| Графиня Вишня        | Чіполіно та його друзі               | Д. Родарі                          | 1996 | М. Лукавецький   |
| Принцеса             | Тінь                                 | Є. Шварц                           | 1998 | М. Лукавецький   |
| Білка                | Коли зійде місяць                    | Н. Забіла                          | 1999 | М. Лукавецький   |
| Снігова королева     | Снігова королева                     | Г.-Х. Андерсен                     | 1999 | М. Лукавецький   |
| Ельміра              | Тартюф                               | Ж.-Б. Мольєр                       | 2000 | В. Борисяк       |
| Стеха                | Назар Стодоля                        | Т. Шевченко                        | 2000 | М. Лукавецький   |
| Мама                 | Цар Ох                               | О. Олесь                           | 2001 | М. Лукавецький   |
| Відьма               | Золотий човник                       | М. Кропивницький                   | 2002 | О. Кравчук       |
| Зайчиха              | Зайчик-хвалько                       | С. Міхалков                        | 2002 | О. Кравчук       |
| Пані Підполковникова | Швейк у Львові                       | Я. Мельничук                       | 2003 | М. Лукавецький   |
| Цариця Поліпамедуза  | Русалонька                           | Г.-Х. Андерсен                     | 2003 | Ю. Мисак         |
| Мара                 | Захар Беркут                         | Я. Мельничук за І. Франком         | 2005 | М. Лукавецький   |
| Фея Мелюзина         | Попелюшка                            | Т. Габбе за Ш. Перро               | 2006 | В. Борисяк       |
| Сорока               | Все шкереберть                       | М. Бертєнєв                        | 2006 | В. Щербаков      |
| Бастінда             | Чарівник смарагдового міста          | Ф. Баум. О. Волков                 | 2007 | В. Борисяк       |
| Регілья              | Дикі лебеді                          | С. Прокофьєва за Г.-Х. Андерсеном  | 2007 | В. Борисяк       |
| Відьма               | Чарівне кресало                      | В. Ольшанський за Г.-Х. Андерсеном | 2009 | В. Борисяк       |
| Монашка, Меронія     | За двома зайцями                     | М. Старицький                      | 2010 | В. Жила          |
| Каструля             | Вперед, Кошеня                       | А. Зінчук                          | 2010 | А. Шараскін      |
| жінка Лісоруба       | Зоряний хлопчик                      | Л. Разумовська                     | 2012 | Р. Валько        |
| Єва                  | Прекрасні, прекрасні, прекрасні часи | Й. Віховська                       | 2018 | Р. Саркісян      |
| Дама                 | Принцеса і сто поцілунків            | Г. Андерсен                        | 2019 | В. Коломієць     |

У 2002 році актрисі присуджене звання Заслуженої артистки України.
З 2004 року викладає сценічну мову для студентів акторського відділення у Львівському національному університеті ім. Івана Франка на кафедрі театрознавства та акторської майстерності, факультету культури і мистецтв.
Є автором публікацій:
- Баша О. Практика педагогічний експеримент. / О. Баша // Просценіум. — 2012. — № 1-3(32-34). — С. 122–127